# Le Mariage de la Vierge (Le Pérugin)
Pour les articles homonymes, voir Le Mariage de la Vierge.
Le Mariage de la Vierge  (en italien : Sposalizio della Vergine) est une peinture a tempera à thème sacré du Pérugin, qu'il réalisa vers 1501-1504, conservée au musée des Beaux-Arts de Caen.

## Histoire
L'œuvre était destinée à la Cappella del Santo Anello du dôme San Lorenzo de Pérouse, où était conservée la relique de l'anneau nuptial de la Vierge. La chapelle, achevée en 1489, a été redécorée  la relique a été récupérée en 1488, après avoir été volée dans une église de Chiusi.
Le grand retable, initialement commandé au Pinturicchio, a finalement été réalisé par le Pérugin de 1501 à 1504.
Avec les « suppressions napoléoniennes » de 1797, le tableau a été confisqué par les troupes de Napoléon Ier en 1797. Le tableau est inventorié pour la première à Paris en 1798, où il figure dans une exposition d'œuvres saisies en Italie. Il est expédié à Caen en 1804, avant l'ouverture du musée en 1809. Toutes les tentatives de la commune de Pérouse entre 1814 et 1816 pour les récupérer sont restées infructueuses.

## Thème
Il s'agit d'un thème de  l'iconographie chrétienne, celui d'un passage du Nouveau Testament, un épisode de la Vie de la Vierge dit « Mariage de la Vierge ». En présentant Marie comme « vierge », l'Évangile de Luc ajoute qu'elle était « accordée en mariage à un homme de la maison de David, appelé Joseph » (Lc 1, 27). Le Protoévangile de Jacques et La Légende dorée de Jacques de Voragine exposent également les détails de cet épisode de la vie de la Vierge, se passant devant le temple de Jérusalem où les prétendants portent chacun une baguette ; seule celle de Joseph a fleuri, signifiant qu'il a été choisi par Dieu.

## Description
La composition du retable rappelle La Remise des clefs à saint Pierre de la chapelle Sixtine que l'artiste avait réalisé vingt ans auparavant.
Un grand édifice octogonal à plan central est visible au milieu du fond, au bout d'un pavement à dalles carrées en perspective qui amplifie la scène au premier plan, en Temple de Jérusalem.
L'édifice se trouve au sommet d'un escalier monumental et possède quatre protiri type renaissance avec des arcs à voûte en berceau plein-cintre et des petites coupoles visibles sur trois des côtés où se dessine un seuls des portails à tympan  triangulaires. Le motif de l'arcade aveugle se retrouve sur les côtés octogonaux alternés.
Le second étage présente une « corniche marcapiano » ainsi qu'une structure décorative avec lésènes, frontons et corniches dans laquelle s'ouvrent des fenêtres rectangulaires à tympan à arc.
Le couronnement avec marchepied à balustrade est constitué d'une coupole couleur terre cuite, coupée dans la partie supérieure de la peinture qui le fait paraître encore plus imposant.
L'œuvre répond à des critères de symétrie animés par les variantes rythmiques des poses des personnages.
En premier plan et autour du pivot central constitué par le prêtre dans l'axe vertical de la composition et de la majestueuse porte ouverte sur l'arrière-plan, Joseph, à gauche, habillé en jaune et bleu passe l'anneau à Marie placé à droite habillée de ses traditionnelles couleurs bleu et rouge. Derrière chacun des éléments du couple se trouve un cortège respectivement d'hommes et de femmes,
Sur l'esplanade d'autres personnages  sont dispersés ou rassemblés en groupes (à gauche et à droite) déterminant l'éloignement et la grandeur des édifices par leur diminution perspective.
Un groupe à gauche montre Le Christ et un des prétendants essayant de briser sa baguette ; au centre, sur les marches on peut deviner saint Jean-Baptiste assis et à droite un autre groupe comprenant quatre personnages.
Au-delà des bâtiments le paysage est visible avec ses calmes collines et arbres isolés se perdant au lointain dans un ciel clair à l'horizon se fonçant vers le haut.

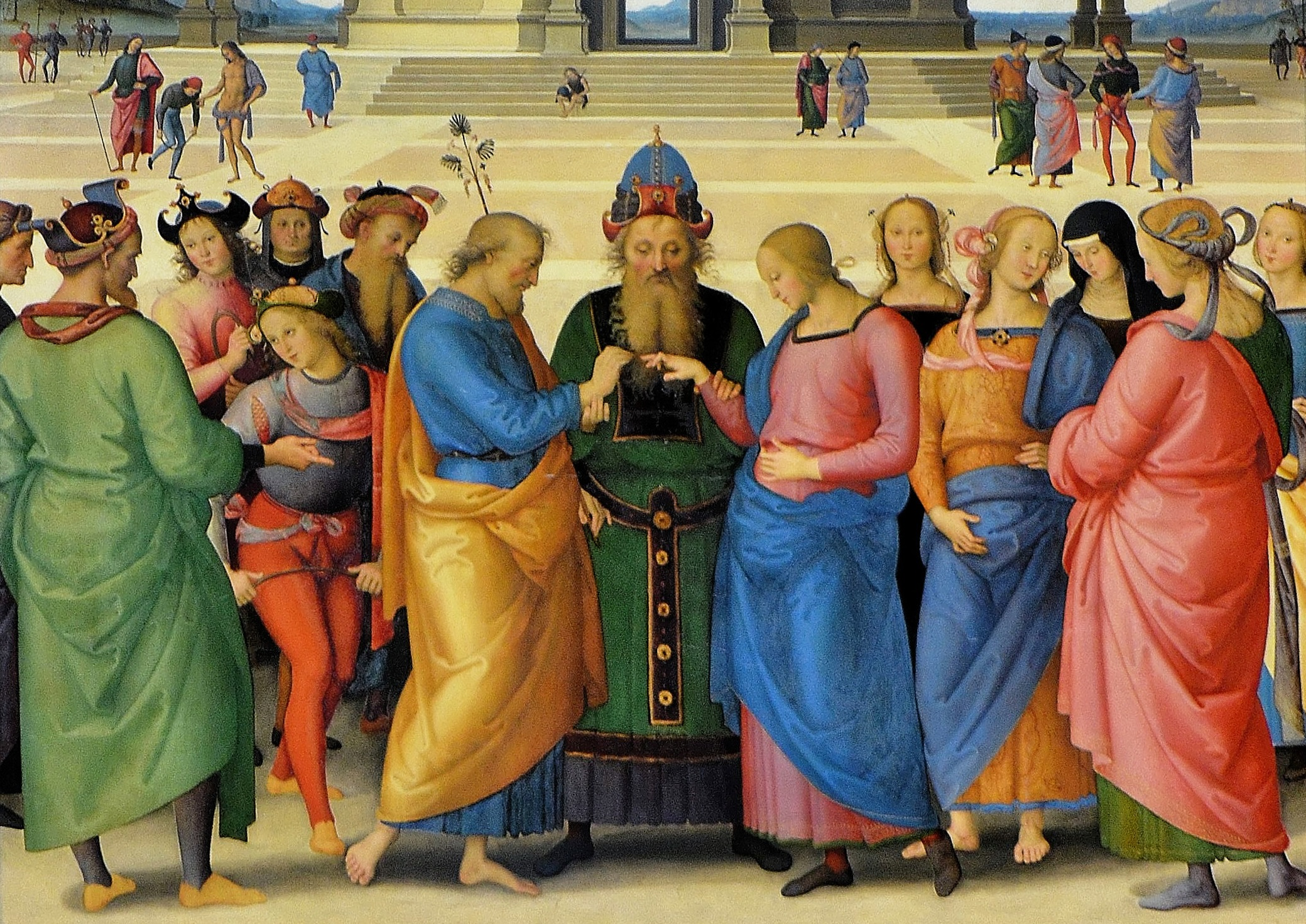
Le groupe du premier plan.

## Analyse
La scène qui est articulée selon un schéma symétrique, typique du Pérugin est organisée sur deux bandes horizontales : l'une avec les figures au premier plan et l'autre avec l'arrière-plan avec le décor architectural, peuplé par quelques figures beaucoup plus petites.
La scène principale est encadrée par les lignes en perspective d'un pavement à grosses dalles carrées en marbre d'une place décorée d'édifices monumentaux. Au centre selon les règles de la symétrie, une rangée centrale de dalles conduit à l'entrée d'un édifice remarquable à plan central avec coupole, symbole de l'universalité du pouvoir papal et transposition idéale du Temple de Jérusalem, un motif auparavant utilisé dans La Remise des clefs à saint Pierre avec la variante de la porte centrale opaque.
Cette vision architecturale, expression des idéaux de perfection classique de la Renaissance a été reprise par les élèves du Pérugin, comme Pinturicchio dans la chapelle Bufalini et surtout Raphaël dans Le Mariage de la Vierge (pinacothèque de Brera).
Elle influença aussi Bramante qui la reproduisit dans le Tempietto.
La vive animation des scènes secondaires disparaît si l'on regarde en détail les expressions calmes des personnages, révélant des figures peu expressives comme des acteurs interprétant des rôles sans inspiration.
Dans le cortège, les attitudes des personnages au premier plan sont répétées d'une manière rythmique créant une progression variée et ordonnée définie comme « musicale ». Les drapés pesants de certaines figures rappellent le style d'Andrea del Verrocchio, et reproduisent le typique effet panneggio bagnato (« mouillé ») caractéristique du maître florentin.
La scène est éclairée depuis la gauche comme en témoignent au premier plan les ombres des personnages au sol.
Le paysage en arrière-plan est typique de l'artiste, avec des douces collines pointillées d'arbrisseaux se perdant au loin vers l'horizon donnant une impression de distance infinie.

## Comparaison avec la version de Raphaël
La version de Raphaël comporte une composition circulaire bien développée, alors que celle du Pérugin est développée horizontalement. La structure des personnages et du grand bâtiment distingue clairement la peinture de Raphaël de celle de son maître. Le cadre des tableaux est le même, cintré en haut, l'un occultant le haut de la coupole, l'autre, non. On remarque aussi quelques différences entre ces deux interprétations de la scène : Le Pérugin n’a pas dessiné  l’homme qui brise son rameau au premier plan, mais au second plan à gauche, contrairement à Raphaël.
|  |  |

## Sources
- (it) Cet article est partiellement ou en totalité issu de l’article de Wikipédia en italien intitulé « Sposalizio della Vergine (Perugino) » (voir la liste des auteurs).